# John Unnerud
John Unnerud (* 15. Januar 1930 in Spydeberg; † 16. August 2004 ebenda) war Norweger und ein in ganz Skandinavien bekannter Rallyefahrer.

## Karriere
John Unnerud gewann zwischen 1960 und 1980 viele Rallyes, Bergrennen (in Skandinavien meist auf Schotter ausgetragen) und Eisrennen (werden in Skandinavien auf zugefrorenen Seen gefahren). Nach seinem Heimatort formuliert trug der Motorsportler aus der Østfold-Region lange Jahre den Spitznamen „Spydeberg-Ekspressen“, mit dem die norwegischen Medien Mitte bis Ende der 1990er auch gerne einen jungen Rallycross-Star und vielversprechenden Rallye-Nachwuchsfahrer namens Petter Solberg (der Rallye-Weltmeister des Jahres 2003) aus der unmittelbaren Nachbarschaft Unneruds belegten. Neben seinen diversen nationalen norwegischen Meistertiteln gelten der neunte Platz bei der 1000-Seen-Rallye 1962 in Finnland und der 14. Rang bei der berühmten Rallye Monte Carlo 1969 als die international herausragendsten Resultate von Unnerud. An der Monte nahm John insgesamt acht Mal teil. Aber auch ein Auftritt mit seinem Opel Rallye Kadett, bei einem Rundstreckenrennen des Jahres 1969 auf dem Nürburgring in Deutschland, den er vor zigtausenden Zuschauern mit einem dritten Gesamtrang abschließen konnte, gehörte für den Norweger auf immer zu einer seiner besten Leistungen. Zu einer Zeit, in der norwegische Rallye-Piloten, ganz im Gegensatz zu ihren Kollegen aus Schweden und Finnland, eher eine Statistenrolle spielten, stuften Autosport-Fachleute Unnerud zumindest für einige Jahre als Norwegens absolute Nummer 1 im Rallyesport ein.
| Personendaten    | Personendaten             |
| ---------------- | ------------------------- |
| NAME             | Unnerud, John             |
| KURZBESCHREIBUNG | norwegischer Rallyefahrer |
| GEBURTSDATUM     | 15. Januar 1930           |
| GEBURTSORT       | Spydeberg, Norwegen       |
| STERBEDATUM      | 16. August 2004           |
| STERBEORT        | Spydeberg, Norwegen       |